# 岩城清五郎
岩城 清五郎（いわき せいごろう）は、江戸時代の能登国の人物である。

## 塩屋 清五郎家
江戸時代、石川県七尾市に岩城姓を名乗る塩屋という商人の一族が存在した。この一族は江戸時代を通して町年寄など町の重職を歴任して七尾の町を支え、また、数多くの俳人を輩出して文化・学芸面でも多大な貢献をした。塩屋一族の中でも特に塩屋清五郎家は、七尾湾周辺の煎海鼠（いりこ）を一手に扱う幕府の御用商人として活躍し、また京の儒者皆川淇園や頼山陽など当時一流の文化人らと深い交友関係を持っていたことで知られる。三代清五郎こと岩城穆斎は『所口の賢人』と讃えられている。
文化年間（1804年〜）までは塩屋宗家五郎兵衛家、それ以降は塩屋清五郎家の当主が代々所口町（七尾町）町年寄を代々つとめている。
※煎海鼠（いりこ）‥‥能登のナマコは古代より特産品として知られる煎海鼠は、干鮑(ほしあわび）・鱶鰭（ふかひれ）と共に俵物三品として長崎貿易における中国への重要な輸出品であり、流通は幕府の規制を受けた。